# Meat Shits
Meat Shits (также Meatshits, The Meatshits, MeatShits, The True Meatshits M.S.) — порно-грайнд группа из Модесто, созданная в 1987 под названием Chemical Dependency. Обложки альбомов и тексты песен группы связаны с гомофобией, женоненавистничеством, порнографией, ужасами и кровью. Meat Shits имеют множество записей, но в силу определённого характера их творчества, многие из них не издавались официально.

## История
В 1988 году «brown metal» (так свой жанр группа называет) группу Meat Shits возглавил человек из Калифорнии по имени Роберт Дэтрэйдж. В группе стало больше участников, после того, как басистка Скрафф Мафф обратилась к Тому с предложением создать группу. Под названием Meat Shits группа была организована в начале сентября 1989 года как нойзкор-команда, для игры в стиле таких групп, как Anal Cunt, Seven Minutes Of Nausea и Sore Throat. Первый состав включал в себя Роберта Дэтрэйджа (вокал) и Тома Стрекфуса (гитара). В этом составе группа вошла 13 сентября в студию и записала демо Meet The Shits, состоящее из 781-й песни. Потом, меньше месяца спустя, 9 октября, в той же студии и в том же составе было записано второе демо, Menstrual Samples, которое состояло 155 композиций.
В начале января 1990 года к группе присоединились Скрафф Мафф и Коллетт (бас-гитара) и Рона (ударные). 11 января 1990 года обновленная группа записала демо Bowel — Rot, состоящее из 134 записей. Вскоре после записи Bowel — Rot, 18 марта 1990 года, Meat Shits записали демо Regurgitated Semen с 1691 треком. Группа отыграла 5 концертов, продала и раздала более 2500 копий всех своих четырёх демо.
В начале августа Коллет получила перелом руки и ноги. Так как у группы было запланировано еще 12 концертов, на замену был приглашен Скотт Эйвери. Вскоре после этого Роберт и Том предложили Скотту стать полноправным участником команды, и он согласился.
В конце ноября Рон покинул Meat Shits. Группа в это собиралась приступить к записи нового демо, так как от лейбла Rotten Records поступило предложение на запись. Тогда Роберт позвонил своему старому другу Максу Уорду, который в это время играл в грайндовой формации Plutocracy из Сан-Франциско, и предложил поработать с ними на следующей студийной сессии. Макс дал согласие. В начале декабря 1990 года Meat Shits впервые выступили в обновленном составе. Так Макс присоединился к группе в качестве постоянного участника.
После нескольких выступлений Скотт перешел на ритм-гитару, а Киндред МакКун (также из Plutocracy) был приглашен на бас-гитару. Так в обновленном составе (Роберт, Том, Скотт, Киндред и Макс) группа начала развиваться дальше; их музыка стала представлять собой уникальную смесь дэт-метала, грайндкора, нойза, индастриала, порно-грайнда. 23 февраля 1991 года было записано демо под названием Fuck Frenzy, а также семидюймовый мини-альбом Excrement Of Society. Само демо состояло из песен продолжительностью от 1 секунды до 8 минут.
Вскоре после записи, во время пьяной езды Скотт погиб в автомобильной катастрофе. Томас Перес из вышеупомянутых Plutocracy встал на место Скотта до тех пор, пока не будет найдена подходящая замена.
На лейбле Wheelchair Ful Of Old Records был выпущен концертный альбом Pornoholic. Это было строго лимитированное издание из 520 копий. Meat Shits также появились на сборнике Bleaurgh. Остальные виниловые релизы включали в себя семидюймовые мини-альбомы совместно с Plutocracy, B.G.T., Cerebral Contusion и Anal Cunt. Группа также получила место на CD-сборнике германского лейбла Ecocentric Records.
Очередным релизом группы стал альбом Ecstasy Of Death, выпущенный лейблом Moribund Records в 1993 году и содержащий всего 55 треков. По сути, группа состояла из Роберта, но такие музыканты, как Джефф Филдс, Лес Вест, Эйси Гейн, Сами Юхана и Мануэль Чавес, также внесли свой вклад. В этом альбоме Meat Shits впервые начали использовать клавишные.
В конце 1995 года Meat Shits записали 4 новых альбома Tenebrae, Vicious Act Of Machismo, The Second Degree Of Torture и She Was Asking For It, из которых был выпущен только The Second Degree Of Torture, а лейблы, которые собирались выпускать другие альбомы, в конце концов отказались от сделки из-за политкорректного давления со стороны коллег. После всех споров с лейблом группа была расформирована. К концу 1996 года была неудачная попытка сбора Meat Shits, после чего Дэтрэйдж, устав от того, что в группе никогда не было устойчивого состава и участники постоянно менялись, на рождество 1996 года официально объявил, что Meat Shits распались. Роберт переехал из Калифорнии в Юту после наводнения в округе Туолумне в начале 1997. В Юте Роберт и реформировал там группу, прежде чем, что характерно, отказался от состава.
В ноябре 1999 года Роберт с новыми участниками поехал в Техас на метал-фестиваль November To Dismember. Он в очередной раз попытался неудачно перезапустить группу, после чего вернулся в Калифорнию. После переезда новый состав выглядел следующим образом: Энди Гарсия (гитара), Дуглас Карранса (гитара), Винс Кастильо (бас-гитара), Аарон Копелан (ударные и перкуссия), Лейла Шелтон (клавишные и сэмплы), Роберт Дэтрэйдж (ведущий и бэк-вокалы). В 2001 году группа подписала контракт с War Hammer Records. В 2010 году Sevared Records начали собирать музыку группы на различных сборниках. Группа давала концерты и даже выступала на разогреве у Entombed в Голливуде.
Meat Shits подвергался жесткой цензуре, в том числе со стороны южноамериканского лейбла Rotteness Records, который трижды заставлял группу менять обложку альбомов. Meat Shits также утверждали, что указанный лейбл, Wild Rags и Moribund обворовали их. Впоследствии Дэтрэйдж и Catatonic Existence (с которыми у Meat Shits был сплит-сингл) вместе с Multidator основали Morbid Granny Records.

## Состав

### Текущий состав
- Роберт Дэтрэйдж (вокал, клавишные, сэмплы, текста песен) (1987 — наши дни)
- Bitch Basher (барабаны) (прим. 2018 — наши дни)
- Stripper Ripper (бас-гитара, бэк-вокал) (прим. 2018 — наши дни)
- Cunt Punisher (соло- и ритм-гитара) (прим. 2018 — наши дни)

### Бывшие участники
- Smegma Stench (барабаны) (1987—1990)
- Скрафф Мафф (бас-гитара) (1987—1990)
- Том Стрекфус (соло-гитара) (1987—1992)
- Turd Cutter (соло- и ритм-гитара) (1990)
- Douche Mold (бас-гитара) (1990)
- Gash Fiend (барабаны) (1990)
- Shit Face (соло- и ритм-гитара) (1990)
- Fuck Head (вокал) (1990)
- Киндред МакКун (бас-гитара) (1991—1992; погиб в 2012)
- Макс Уорд (барабаны) (1990—1992)
- Скотт Эйвери (ритм-гитара) (1990—1992; погиб в 1992)
- Пэт Ольгин (клавишные, текста песен) (1992—2002)
- Марк Джонс (барабаны) (1993)
- Джефф Филдс (бас-гитара) (1993—2002)
- Лес Вест (бас-гитара) (1993—2002)
- Джейсон Вест (барабаны) (1993—2002)
- Эйси Гейн (ритм-гитара) (1993)
- Сами Юхана (соло- и ритм-гитара) (1993—1995)
- Мануэль Чавес (соло- и ритм-гитара) (1993—1994)
- Лэд (барабаны) (1993, 2002)
- Дарио Дерна (барабаны) (2002)
- Тодд Стивенсон (клавишные, бас-гитара, бэк-вокал) (2002)
- Джейсон Оливер (соло- и ритм-гитара) (2002)
- Whomb Destroyer (барабаны) (прим. 2010—2018)
- Agoraphobic Molester (соло- и ритм-гитара) (прим. 2010—2018)
- Whoremonger (бас-гитара, бэк-вокал) (прим. 2010—2018)
- Vaginal Discharge (бас-гитара) (прим. 2018)
- Communist Agitator (барабаны) (прим. 2018)
- Lockjaw Rimjob (соло- и ритм-гитара) (прим. 2018)
- Turd Smasher (соло- и ритм-гитара, бэк-вокал) (прим. 2018)

## Дискография

### Демо
- 1987 — Frectate Fumes
- 1989 — Menstrual Samples
- 1989 — Meet The Shits 781 Song
- 1990 — Regurgitated Semen
- 1990 — Bowel-Rot
- 1991 — Genital Infection
- 1998 — The Second Degree Of Torture

### Мини-альбомы
- 1990 — Pornoholic
- 1993 — Sexual Abuse
- 1993 — Make Me Cum
- 1993 — Final Exit
- 1994 — Take This And Eat It
- 1994 — Homosexual Slaughter
- 1994 — Mindfuck Delirium

### Сплиты
- 1991 — Another (совместно с Anal Cunt)
- 1991 — Meat Shits/Psycho (совместно с Psycho)
- 1991 — Noiroze/Crap! (совместно с Butt Auger)
- 1992 — The Master Of Noise (совместно с Anal Cunt, Agathocles, 7 Minutes Of Nausea, End Of Silence)
- 1992 — Untitled/Diluted Life (совместно с Dissension)
- 1993 — Wismars Bart Inferno/Meat Shits (совместно с Wismars Bart Inferno)
- 1994 — Get Ready To Shave Pussy?/Bis Wir Schielen (совместно с Anal Massaker)
- 1994 — Rape • Bait/Hopes And Dreams? (совместно с Catatonic Existence)
- 1994 — Another Day Of Death/Live E.P. (совместно с Necrophiliacs)
- 1995 — Tomb Of The Guardian Angel/C.S.S.O. (совместно с C.S.S.O.)
- 1995 — Dead/Sewer In My Mind! (совместно с Dead)
- 2002 — Give Hate A Chance/Elect Me God And I’ll Kill You All (совместно с Catatonic Existence)
- 2018 — Meat Shits/Kadaverficker (совместно с Kadaverficker)

### Студийные альбомы
- 1992 — Fuck Frenzy
- 1993 — Ecstasy Of Death
- 1993 — Gorenography
- 1993 — Violence Against Feminist Cunts
- 1994 — Sniper At The Fag Parade
- 2005 — Give Hate A Chance
- 2018 — Sins Of The Flesh

### Сборники
- 1992 — For Those About To Shit We Salute You
- 2009 — Whoreible Vol.1
- 2021 — Genital Infection + Split With Anal Cunt

### Концертные альбомы
- 1990 — Let There Be Shit (Demo)